# Аранда
Аранда (фр. Arandas) насеље је и општина у источној Француској у региону Рона-Алпи, у департману Ен (Рона-Алпи) која припада префектури Belley.
По подацима из 2011. године у општини је живело 162 становника, а густина насељености је износила 11,49 становника/km². Општина се простире на површини од 14,1 km². Налази се на средњој надморској висини од 720 метара (максималној 939 m, а минималној 455 m).

## Демографија
| 1962. | 1968. | 1975. | 1982. | 1990. | 1999. | 2011. |
| ----- | ----- | ----- | ----- | ----- | ----- | ----- |
| 117   | 143   | 140   | 145   | 128   | 135   | 162   |

График промене броја становника у току последњих година